# Whitman (Massachusetts)
Whitman es un pueblo ubicado en el condado de Plymouth en el estado estadounidense de Massachusetts. En el Censo de 2010 tenía una población de 14.489 habitantes y una densidad poblacional de 803,42 personas por km².

## Geografía
Whitman se encuentra ubicado en las coordenadas 42°4′44″N 70°56′22″O / 42.07889, -70.93944. Según la Oficina del Censo de los Estados Unidos, Whitman tiene una superficie total de 18.03 km², de la cual 17.97 km² corresponden a tierra firme y (0.33%) 0.06 km² es agua.

## Demografía
Según el censo de 2010, había 14.489 personas residiendo en Whitman. La densidad de población era de 803,42 hab./km². De los 14.489 habitantes, Whitman estaba compuesto por el 95.02% blancos, el 1.24% eran afroamericanos, el 0.24% eran amerindios, el 0.77% eran asiáticos, el 0.03% eran isleños del Pacífico, el 1.04% eran de otras razas y el 1.66% pertenecían a dos o más razas. Del total de la población el 1.84% eran hispanos o latinos de cualquier raza.